# Villa Braila
Villa Braila, también conocida como Villa Premoli, es una residencia histórica de Lodi en Lombardía, Italia.

## Historia
El palacete fue construido en 1901 según el proyecto del arquitecto Gallavresi.

## Descripción
La villa está rodeada por un gran parque que también incluye establos y una casa del guarda en las afueras de la ciudad de Lodi. Se desarrolla en tres niveles más un subsuelo. El acceso principal se abre en el lado este, y está precedido por un porche realizado en madera. Este presenta un artesonado y está sostenido por columnas de hormigón. Completan las fachadas una veranda, ajimeces y decoraciones floreales.